# سمرلاند (كولومبيا البريطانية)
سمرلاند (بالإنجليزية: Summerland)‏ هي مدينة كندية تقع في مقاطعة كولومبيا البريطانية. تبلغ مساحة هذه المدينة 73.8774 (كم²)، ويبلغ عدد سكانها 10828 نسمة حسب إحصاء سنة 2006 م، بينما كان يسكنها 10723 نسمة في سنة 2001 م. تحتل هذه المدينة المرتبة رقم 347 بين مدن كندا حسب عدد السكان والمرتبة رقم 51 في المقاطعة. نما عدد السكان في هذه المدينة بنسبة (1) بين العامين المذكورين.

## أعلام
- نايجل بوين
- ماري سبنسر
- لاري ويليام

## وصلات خارجية
- الأطلس الحكومي لكندا
- إحصاءات كندا مع ساعة تعداد السكان